# Jagdgeschwader 138
A Jagdgeschwader 138 foi uma asa de caças da Luftwaffe, durante a Alemanha Nazi. Formada no dia 1 de Abril de 1938 em Wien-Aspern, foi extinta no dia 1 de Novembro do mesmo ano para formar o I./JG 134.